# Gerhard Oppitz

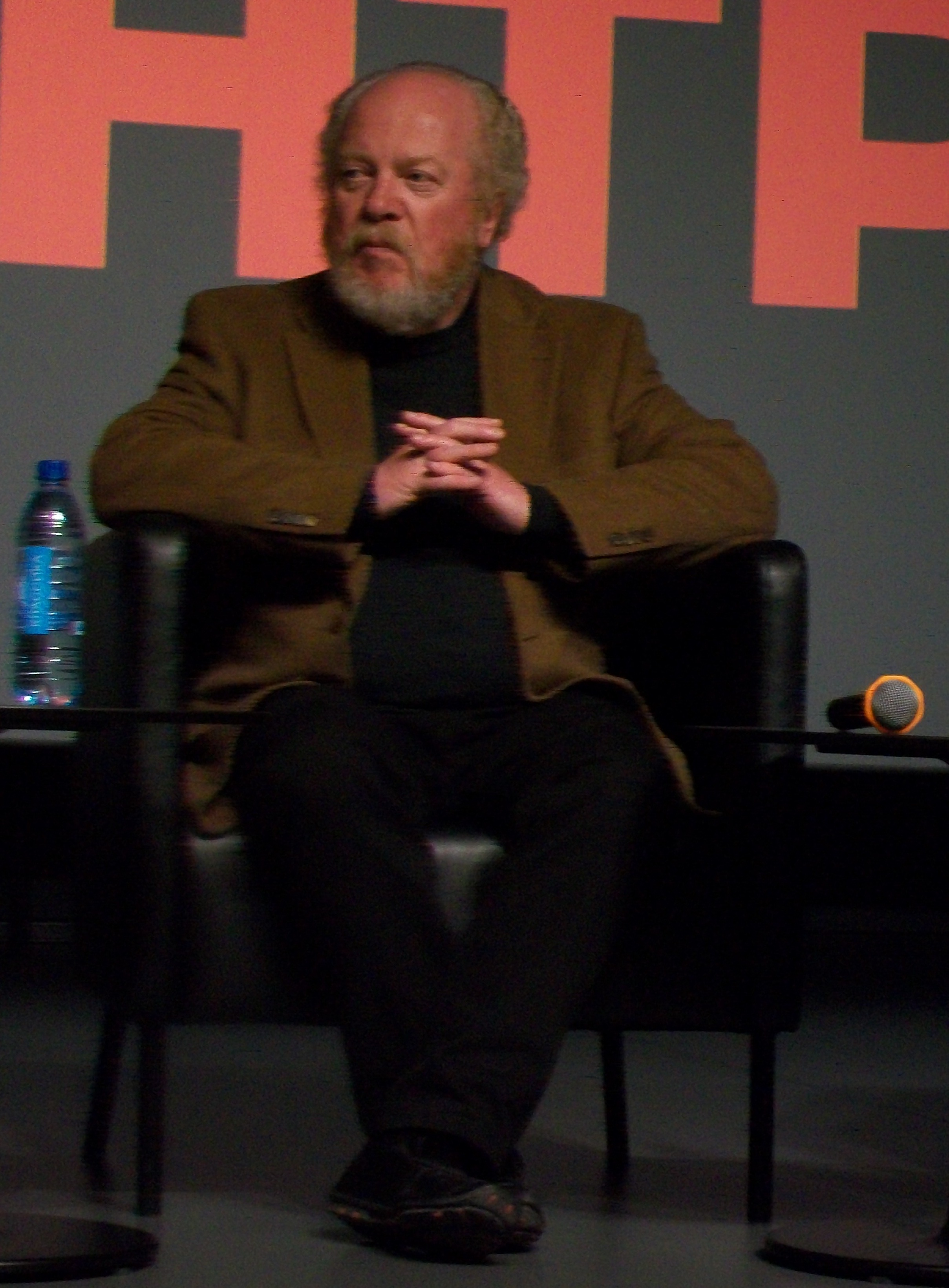
Gerhard Oppitz, 2017

Gerhard Oppitz (* 5. Februar 1953 in Frauenau/Bayern) ist ein deutscher Pianist.

## Leben
Oppitz besuchte das Heilbronner Robert-Mayer-Gymnasium und war 1970 Landes- und Bundessieger im Wettbewerb Jugend musiziert. Später studierte er bei Paul Buck, Hugo Steurer und Wilhelm Kempff. Im Sommer 1977, mit 24 Jahren, gewann Oppitz als erster Deutscher die Arthur Rubinstein International Piano Master Competition in Tel Aviv. 1981 wurde er als bislang jüngster Professor in der Geschichte des Instituts an die Münchner Musikhochschule berufen, wo er bis 2013 lehrte.
Als Solist trat er mit vielen namhaften Dirigenten und Orchestern auf. Oppitz gilt als versierter Brahms-Interpret. Sämtliche Werke dieses Komponisten hat er auf Schallplatte eingespielt und in Konzertzyklen vorgetragen. Er hat zudem das gesamte Klavierwerk Schuberts aufgeführt. Auf Platten liegen sämtliche Klavierwerke von Grieg und das Gesamtwerk für Klavier und Orchester von Weber vor.
Oppitz setzt sich auch für zeitgenössische Komponisten wie Lutosławski, Ligeti,  Messiaen, Henze, Veerhoff, Sauter und Boulez ein.
2009 wurde Oppitz mit dem Brahms-Preis ausgezeichnet, 2014 mit dem Bayerischen Maximiliansorden für Wissenschaft und Kunst.

## Dokumentarfilm
- Gerhard Oppitz – Nahaufnahme. Pianist, Professor & Pilot.  Dokumentarfilm von Michael Beyer (2008), 45 Min., Video bei YouTube.